# 松永正義
松永 正義（まつなが まさよし、1949年-　）は、日本の中国文学者、台湾文学研究者、一橋大学名誉教授。
東京都に生まれる。1973年に東京大学文学部中国語中国文学科を卒業して大学院に進み、1978年に大学院人文科学研究科を単位取得満期退学した。
1986年に一橋大学経済学部の助教授となり、1992年に教授に昇進した。1996年言語社会研究科教授に変わり、2012年特任教授となる。 
2013年に一橋大学を退官して名誉教授となる。

## 著書

### 単著
- 『台湾文学のおもしろさ』研文出版《研文選書》、2006年
- 『台湾を考えるむずかしさ』研文出版《研文選書》、2008年 ISBN 978-4-87636-281-3

### 共著
- 『いまアジアを考える 4』（高井潔司らとの共著）三省堂《三省堂選書》、1986年

### 翻訳
- 李喬著『台湾現代小説選 3 小説』研文出版、1985年
- 『戴國煇著作選』（春山明哲、胎中千鶴、丸川哲史と共編）みやび出版、2011年